# Лариса Кондрацька
Лариса Кондрацька (англ. Larysa Kondracki; нар. 14 вересня 1976) — канадійська кінорежисерка, сценаристка та продюсерка українського походження. Її дебютна повнометражна стрічка «Стукачка» отримала 6 номінацій канадської премії «Джині» у 2012 році.

## Життєпис

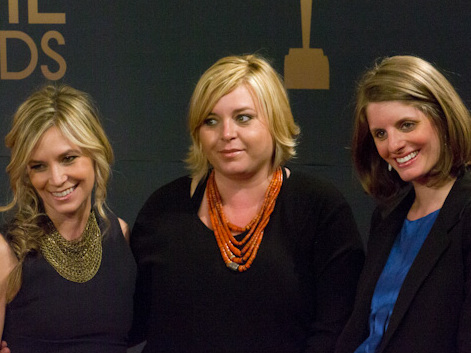
Лариса Кондрацька (у центрі) з рідною сестрою Раїсою Кондрацькою (ліворуч) на канадській премії «Джині» у 2012 році

Лариса Кондрацька народилася у Торонто, в українській родині. Мати — Квітка-Галина Зорич-Кондрацька, є хоровою диригенткою, музично-громадською діячкою та педагогинею, керівницею хору «Веснівка», батько — Михайло Кондрацький, громадський діяч української діаспори Канади. Ярослава Зорич — бабуся по матері, відома канадська журналістка та громадська діячка українського походження, редакторка часопису «Українка в світі». Богдан Зорич (Михайло Шуп'яний) — дідусь по матері, відомий діяч української діаспори Канади, директор та головний радник канадійської канцелярії Українського народного союзу.
У Лариси є молодша рідна сестра Раїса (нар. 7 лютого 1980), яка є акторкою та сценаристкою.
Лариса Кондрацька закінчила Макґіллський університет, де вивчала театральне мистецтво та англійську літературу. Здобула ступінь магістра мистецтв у кінорежисурі в Колумбійському університеті.
У 2015 році видавництво Nimbus оголосило, що права на екранізацію книги "Дівчина з привидами: Естер Кокс і велика таємниця Амгерста" Лорі Ґленн Норріс були продані проєкту під керівництвом Кондрацької.
У 2018 році Кондрацька підписала телевізійну угоду First Look з Amazon. Кондрацька зняла епізоди серіалу "Пікнік на Висячій скелі", який викликав дебати з її участю про режисуру культової австралійської історії в широких культурних колах і Австралії.

## Фільмографія
| Рік       | Назва (укр.)                 | Назва (англ.)          | Тип             | Режисерка  | Продюсерка | Сценаристка |
| --------- | ---------------------------- | ---------------------- | --------------- | ---------- | ---------- | ----------- |
| 2019      | «Правосуддя»                 | The Fix                | Телесеріал      | Green tick |            |             |
| 2018      | «Пікнік біля Навислої скелі» | Picnic at Hanging Rock | Телесеріал      | Так [ 11 ] | Green tick |             |
| 2017      | «Легіон»                     | Legion                 | Телесеріал      | Green tick |            |             |
| 2016—2017 | «Потуга»                     | Power                  | Телесеріал      | Green tick |            |             |
| 2016      | «Ґотем»                      | Gotham                 | Телесеріал      | Green tick |            |             |
| 2016      | «Заплющені очі»              | Shut Eye               | Телесеріал      | Green tick | Green tick |             |
| 2015      | «Американці»                 | The Americans          | Телесеріал      | Green tick |            |             |
| 2015      | «Краще подзвоніть Солу»      | Better Call Saul       | Телесеріал      | Green tick |            |             |
| 2015      | «Ходячі мерці»               | The Walking Dead       | Телесеріал      | Так [ 12 ] |            |             |
| 2015      | «Царство»                    | Reign                  | Телесеріал      | Green tick |            |             |
| 2014—2015 | «Зупинись та гори»           | Halt and Catch Fire    | Телесеріал      | Green tick |            |             |
| 2014      | «Коппер»                     | Copper                 | Телесеріал      | Green tick | Green tick |             |
| 2014      | «Межа»                       | The Divide             | Телесеріал      | Green tick |            |             |
| 2014      | «Ґрейсленд»                  | Graceland              | Телесеріал      | Green tick |            |             |
| 2013—2014 | «Таємні операції»            | Covert Affairs         | Телесеріал      | Green tick |            |             |
| 2013—2014 | «Розбійники»                 | Rogue                  | Телесеріал      | Green tick |            |             |
| 2010      | «Стукачка»                   | The Whistleblower      | Повнометражний  | Green tick |            | Green tick  |
| 2009      | «Віко»                       | Viko                   | Короткометражка | Green tick |            | Так [ 13 ]  |
| 2002      | «Маленьке Різдво»            | Little Christmas       | Короткометражка |            | Так [ 14 ] |             |

## Нагороди та номінації
| Рік  | Премія                                                               | Номінація                                           | Робота     | Результат |
| ---- | -------------------------------------------------------------------- | --------------------------------------------------- | ---------- | --------- |
| 2012 | «Брюссельський міжнародний кінофестиваль фантастичних фільмів»       | Найкращий трилер                                    | «Стукачка» | Перемога  |
| 2012 | «Джині»                                                              | Найкращий оригінальний сценарій                     | «Стукачка» | Номінація |
| 2012 | «Джині»                                                              | Найкраще досягнення у режисурі                      | «Стукачка» | Номінація |
| 2011 | «Кіно за мир»                                                        | Правосуддя та права людини                          | «Стукачка» | Номінація |
| 2011 | «Приз глядацьких симпатій» Міжнародного кінофестивалю у Палм-Спрінґс | Найкраща розповідь                                  | «Стукачка» | Перемога  |
| 2011 | «Золота космічна голка» Міжнародного кінофестивалю у Сіетлі          | Найкращий режисер                                   | «Стукачка» | Перемога  |
| 2011 | «Золота космічна голка» Міжнародного кінофестивалю у Сіетлі          | Найкращий фільм                                     | «Стукачка» | Номінація |
| 2010 | «Whistler Film Festival»                                             | Премія Філіпа Борсоса за найкращий канадський фільм | «Стукачка» | Перемога  |
| 2010 | «Whistler Film Festival»                                             | Приз глядацьких симпатій                            | «Стукачка» | Перемога  |
| 2009 | «WorldFest-Houston International Film Festival»                      | Найкращий короткометражний фільм                    | «Віко»     | Перемога  |
| 2009 | «Big Muddy Film Festival»                                            | Найкращий експериментальний фільм                   | «Віко»     | Перемога  |